# Eudonia albafascicula
Eudonia albafascicula là một loài bướm đêm trong họ Crambidae.